# Milton Justice
Milton Justice (* im 20. Jahrhundert) ist ein US-amerikanischer Filmproduzent und Regisseur, der 1987 mit einem Oscar ausgezeichnet wurde.

## Biografie

### Überblick
Seine Karriere begann Justice als Regieassistent beim New York Shakespeare Festival und wechselte im Lauf seiner Karriere zwischen akademischer Welt und Film, Fernsehen und Theater. Am Broadway produzierte er Tennessee Williams’ Theaterstück Vieux Carré. Zudem produzierte Justice Jack Heifners Vanities, das am längsten laufende Stück in der Off-Broadway-Geschichte mit der damals noch wenig bekannten Kathy Bates in der Hauptrolle und das von Sigourney Weaver und Christopher Durang geschriebene Luscitania Songspiel, das von der New York Times zu einem der besten Stücke des Jahres gewählt wurde. Zuletzt inszenierte er Die Glasmenagerie zum 30. Jahrestag des Tennessee Williams Festivals.

### Bühnenarbeiten und weitere Karriere
Justice wurde von der legendären Stella Adler gefördert und, nachdem sie ihn gebeten hatte, an ihrer Schule zu unterrichten, zum künstlerischen Leiter ihrer Theatergruppe in Los Angeles ernannt. Mit der Stella Adler Company inszenierte er Eugene O’Neills Eines langen Tages Reise in die Nacht mit dem damals noch unbekannten Mark Ruffalo, Shaws Mesalliance, Václav Havels A Private View, Joe Ortons Seid nett zu Mr. Sloane und Samuel Becketts Warten auf Godot (ebenfalls mit Mark Ruffalo). Die Inszenierungen der Company wurden mit siebzehn lokalen Kritikerpreisen belohnt. Von der New York University wurde Justice 1995 eingeladen, im Rahmen des Schauspielprogramms zu unterrichten. Er unterrichtete auch an der Yale University, Unitec-School of Performing and Sreen Arts in Auckland in Neuseeland, gab Kurse in London und Sydney und war Dekan des Institute for Creative Arts in Seoul in Korea. 2016 hielt Justice einen Workshop beim Internationalen Stanislawski-Symposium in Prag.
Als Schauspiellehrer unterrichtete und coachte Justice eine breite Palette von Schauspielern, darunter Mark Ruffalo, Margo Martindale. Sean Astin, Kyra Sedgwick, Bryce Dallas Howard, Chris Carmack, Chris Messina, Maura Tierney und Patrick Stewart.
Für seine Arbeiten in Film und Fernsehen erhielt Justice einen Oscar, einen Emmy Award und zwei Golden-Globe-Nominierungen. Sein Filmproduktionsprojekt für Showtime Losing Chase, bei dem Kevin Bacon Regie führte und Helen Mirren und Kyra Sedgwick in den Hauptrollen besetzt waren, hatte Premiere beim Sundance Film Festival. Helen Mirren wurde mit einem Golden Globe Award ausgezeichnet, der mit einem Cable Ace Award. Den Oscar erhielt Justice 1987 für die Produktion des HBO-Dokumentarfilms Down and Out in America und den Emmy Award für eine Folge der Fernsehserie Junge Schicksale Wanted: The Perfect Guy mit Madeline Kahn und Ben Affleck in den Hauptrollen. Das von Justice 2015 verwicklichte Drama The Destiny of Me nach einem Theaterstück von Larry Kramer folgt Ned Weeks, einer Figur aus Kramers Stück The Normal Heart aus dem Jahr 1985. Das 1992 am Broadway aufgeführte Stück war Finalist für den Pulitzer-Preis.
Justice Buch I Don’t Need An Acting Class wurde im November 2021 veröffentlicht, ebenso sein Podcast I Don’t Need An Acting Class. Dieser gehörte zeitweise zu den beliebtesten Unterhaltungs-Podcasts.

## Filmografie (Auswahl)
- 1971: The Bob Hope Christmas Special (Fernsehshow; Produktionssekretär)
- 1972: The Bob Hope Vietnam Christmas Show (Fernsehspecial; Produktionssekretär)
- 1983: When Women Kill (Produzent)
- 1983–1989: America Undercover (Fernsehserie; Ausführender Produzent/Produzent)
- 1984: A Matter of Sex (Fernsehfilm; Assoziierter Produzent)
- 1985: What Sex Am I? (Produzent)
- 1985: Down and Out in America (Dokumentarfilm; Produzent)
- 1985/1986: Junge Schicksale (ABC Afterschool Specials, Fernsehserie Folgen 14x02 Cindy Eller + 15x02 Wanted: The Perfect Guy; Produzent)
- 1986: Nobody’s Child (Fernsehfilm; Co-Produzent)
- 1988: On My Honor (Kurzfilm; Produzent)
- 1989: Boys (Co-Produzent)
- 1993: A Song for You (Kurzfilm; Produzent)
- 1996: Abschied von Chase (Losing Chase, Fernsehfilm; Produzent)
- 2000: Thinking Out Loud (Produzent)
- 2010: The Consultants (Fernsehserie, 4 Folgen; Schreibberater, Regie, Produzent)
- 2012: Finding Dad (Kurzfilm; Regie, Produzent)
- 2015: Destiny Of Me (Regie, Ausführender Produzent)

## Auszeichnungen (Auswahl)
Academy Awards 1987
- Ausgezeichnet mit dem Oscar in der Kategorie „Bester Dokumentarfilm“ für und mit Down and Out in America – gemeinsam mit Joseph Feury. Ebenfalls in derselben Kategorie ausgezeichnet wurde Brigitte Berman mit ihrem Film Artie Shaw: Time Is All You’ve Got

CableACE Awards 1987
- Gewinner ACE in der Kategorie „Dokumentarfilm in einer Specialserie“ für und mit Down and Out in America – gemeinsam mit Joseph Feury

Daytime Emmy Awards 1987
- Gewinner Daytime Emmy in der Kategorie „Bestes Kinderspecial“ für und mit der Episode Wanted: The Perfect Guy aus der Serie Junge Schicksale – gemeinsam mit Joseph Feury